# Arrondissement Saint-Amand-Montrond
Das Arrondissement Saint-Amand-Montrond ist eine Verwaltungseinheit des französischen Départements Cher in der Region Centre-Val de Loire. Hauptort (Unterpräfektur) ist Saint-Amand-Montrond.
Es umfasst 116 Gemeinden aus fünf Kantonen.

## Kantone
- Châteaumeillant
- Dun-sur-Auron
- La Guerche-sur-l’Aubois
- Saint-Amand-Montrond
- Trouy (mit 11 von 23 Gemeinden)

## Gemeinden
Die Gemeinden des Arrondissements Saint-Amand-Montrond sind:
| 1. Ainay-le-Vieil (18002)*              | 2. Apremont-sur-Allier (18007)         | 3. Arcomps (18009)                    | 4. Ardenais (18010)                 |
| 5. Arpheuilles (18013)                  | 6. Augy-sur-Aubois (18017)             | 7. Bannegon (18021)                   | 8. Beddes (18024)                   |
| 9. Bessais-le-Fromental (18029)         | 10. Blet (18031)                       | 11. Bouzais (18034)                   | 12. Bruère-Allichamps (18038)       |
| 13. Bussy (18040)                       | 14. Chalivoy-Milon (18045)             | 15. Chambon (18046)                   | 16. Charenton-du-Cher (18052)       |
| 17. Charly (18054)                      | 18. Châteaumeillant (18057)            | 19. Châteauneuf-sur-Cher (18058)      | 20. Chaumont (18060)                |
| 21. Chavannes (18063)                   | 22. Chezal-Benoît (18065)              | 23. Cogny (18068)                     | 24. Colombiers (18069)              |
| 25. Contres (18071)                     | 26. Cornusse (18072)                   | 27. Corquoy (18073)                   | 28. Cours-les-Barres (18075)        |
| 29. Coust (18076)                       | 30. Crézançay-sur-Cher (18078)         | 31. Croisy (18080)                    | 32. Cuffy (18082)                   |
| 33. Culan (18083)                       | 34. Drevant (18086)                    | 35. Dun-sur-Auron (18087)             | 36. Épineuil-le-Fleuriel (18089)    |
| 37. Farges-Allichamps (18091)           | 38. Faverdines (18093)                 | 39. Flavigny (18095)                  | 40. Germigny-l’Exempt (18101)       |
| 41. Givardon (18102)                    | 42. Grossouvre (18106)                 | 43. Ids-Saint-Roch (18112)            | 44. Ignol (18113)                   |
| 45. Ineuil (18114)                      | 46. Jouet-sur-l’Aubois (18118)         | 47. La Celette (18041)                | 48. La Celle (18042)                |
| 49. La Celle-Condé (18043)              | 50. La Chapelle-Hugon (18048)          | 51. La Groutte (18107)                | 52. La Guerche-sur-l’Aubois (18108) |
| 53. La Perche (18178)                   | 54. Lantan (18121)                     | 55. Le Châtelet (18059)               | 56. Le Chautay (18062)              |
| 57. Le Pondy (18183)                    | 58. Lignières (18127)                  | 59. Loye-sur-Arnon (18130)            | 60. Maisonnais (18135)              |
| 61. Marçais (18136)                     | 62. Meillant (18142)                   | 63. Menetou-Couture (18143)           | 64. Montlouis (18152)               |
| 65. Morlac (18153)                      | 66. Mornay-Berry (18154)               | 67. Mornay-sur-Allier (18155)         | 68. Nérondes (18160)                |
| 69. Neuilly-en-Dun (18161)              | 70. Neuvy-le-Barrois (18164)           | 71. Nozières (18169)                  | 72. Orcenais (18171)                |
| 73. Orval (18172)                       | 74. Osmery (18173)                     | 75. Ourouer-les-Bourdelins (18175)    | 76. Parnay (18177)                  |
| 77. Préveranges (18187)                 | 78. Raymond (18191)                    | 79. Reigny (18192)                    | 80. Rezay (18193)                   |
| 81. Sagonne (18195)                     | 82. Saint-Aignan-des-Noyers (18196)    | 83. Saint-Amand-Montrond (18197)      | 84. Saint-Baudel (18199)            |
| 85. Saint-Christophe-le-Chaudry (18203) | 86. Saint-Denis-de-Palin (18204)       | 87. Saint-Georges-de-Poisieux (18209) | 88. Saint-Germain-des-Bois (18212)  |
| 89. Saint-Hilaire-de-Gondilly (18215)   | 90. Saint-Hilaire-en-Lignières (18216) | 91. Saint-Jeanvrin (18217)            | 92. Saint-Loup-des-Chaumes (18221)  |
| 93. Saint-Maur (18225)                  | 94. Saint-Pierre-les-Bois (18230)      | 95. Saint-Pierre-les-Étieux (18231)   | 96. Saint-Priest-la-Marche (18232)  |
| 97. Saint-Saturnin (18234)              | 98. Saint-Symphorien (18236)           | 99. Saint-Vitte (18238)               | 100. Sancoins (18242)               |
| 101. Saulzais-le-Potier (18245)         | 102. Serruelles (18250)                | 103. Sidiailles (18252)               | 104. Tendron (18260)                |
| 105. Thaumiers (18261)                  | 106. Torteron (18265)                  | 107. Touchay (18266)                  | 108. Uzay-le-Venon (18268)          |
| 109. Vallenay (18270)                   | 110. Venesmes (18273)                  | 111. Vereaux (18275)                  | 112. Vernais (18276)                |
| 113. Verneuil (18277)                   | 114. Vesdun (18278)                    | 115. Villecelin (18283)               |                                     |

* Zahlen in Klammern sind INSEE-Codes

## Ehemalige Gemeinden seit der landesweiten Neuordnung der Kantone
- Bis 2023: Lugny-Bourbonnais
- Bis 2018: Corquoy